# Bradina stricta
Bradina stricta là một loài bướm đêm trong họ Crambidae.